# 5411 Liia
5411 Liia è un asteroide della fascia principale. Scoperto nel 1973, presenta un'orbita caratterizzata da un semiasse maggiore pari a 3,0740968 au e da un'eccentricità di 0,0447708, inclinata di 5,63162° rispetto all'eclittica.
L'asteroide è dedicato a Lija Forrer-Ciganovskaja, moglie di un amico dello scopritore.